# Kamelanka
Kamelanka – część wsi Zajezierze położona w Polsce, w województwie mazowieckim, w powiecie kozienickim, w gminie Sieciechów. Leży w pobliżu Wisły.
W latach 1975–1998 Kamelanka należała do województwa radomskiego.
Położona jest w dolinie środkowej Wisły na jej lewym brzegu, naprzeciw miasta Dęblin, od którego jest oddzielona dwoma mostami, drogowym i kolejowym.
Kamelanka leży w pobliżu stacji kolejowej Zajezierze na linii kolejowej nr 26 Łuków-Radom.